# سیارک ۱۰۱۲۵
سیارک ۱۰۱۲۵ (به انگلیسی: 10125 Stenkyrka، نامگذاری:1993FB24) ده هزار و صد و بیست و پنجمین سیارک کشف شده‌است که در ۲۱ مارس ۱۹۹۳ کشف شد.
قدر مطلق سیارک برابر ۱۵٫۵ است.